# 髙坂篤志
髙坂 篤志（こうさか あつし、1985年2月22日 – ）は、日本の男性声優。奈良県出身。AIR AGENCY所属。

## 来歴
両親が洋画の吹き替え版をよく観ていたため、幼い頃から声優という職業を認識していた。特に『ダイ・ハード』でブルース・ウィリスの声を吹き替えた野沢那智の演技が強く印象に残ったという。
13歳の頃、声優に憧れる友人と意気投合し、声優になる決心をする。
声優を目指すため高校時代はクラブ活動をせず、寿司屋でアルバイトを始める。中学のときから上京を決意し、また、自分がどれだけ声優になりたいかという意思を親に伝えるため、アルバイトで高校3年間に100万円を貯めることを決意し実行した。5年間勤めた寿司屋では副店長に昇格し、店長から社員になってほしいと頼まれたが、それを断り夢のため上京。
アミューズメントメディア総合学院大阪校声優タレント科を卒業したのち、ラブライブ（現：尾木プロ THE NEXT）へ所属。
2007年、テレビアニメ『CODE-E』の生徒A役で声優デビュー。
2009年、Webアニメ『ヘタリア Axis Powers』でギリシャ、エストニア、プロイセンの3役を演じ、注目された。
2018年5月1日、AIR AGENCYに移籍。

## 人物
趣味は映画鑑賞、アメコミ、絶叫アクティビティ（空中ブランコ・スカイダイビングなど）。特技は寿司握り、映像編集。

## 出演
太字はメインキャラクター。

### テレビアニメ
2007年
- 家庭教師ヒットマンREBORN!（2007年 - 2010年、マフィア、ヴァリアー隊員、D・スペード）
- CODE-E（学生B、学級委員、生徒A）

2008年
- おねがい♪マイメロディ きららっ★（衛兵、ヌル男、宇宙蚊〈星マント〉、男子高校生）
- おねがいマイメロディ すっきり♪（生徒A、客B、兵士）
- 図書館戦争（良化隊員A、図書隊員B、図書隊員、訓練生、レポーター 他）
- ヴァンパイア騎士（男子生徒、レベルE、元老院の男、夜会のゲスト、ハンター協会の男 他） - 2シリーズ
- ヒャッコ（京極柳、文芸部員、有田、男子生徒A）

2009年
- 獣の奏者 エリン（カッサ、負傷兵、セ・ザン、シロン兄、仮面 他）
- ジュエルペット（お天気お兄さん、サルファー先生、男性客、ピエール、親衛隊 他）
- 夏目友人帳 シリーズ（2009年 - 2024年、男子生徒、案内役の妖怪、辻） - 4シリーズ

2010年
- クッキンアイドル アイ!マイ!まいん!（春彦）
- ジュエルペット てぃんくる☆（生徒たち、火の玉おばけ、サルファー先生、部下）
- 遊☆戯☆王5D's（白虎、林吉蔵）

2011年
- 快盗天使ツインエンジェル〜キュンキュン☆ときめきパラダイス!!〜（客男D）
- 毎日かあさん（バイト、ボーイ、青年）
- もしドラ（バッター、相手チーム、滝本誠、修北選手、東誠選手）

2012年
- 銀河へキックオフ!!（2012年 - 2013年、チームメイト、植松太郎、桜川西チャレンジャーズ選手、栗林陽平、根常ガッツ選手 他）
- Zoobles!（シャーク団A）
- 超訳百人一首 うた恋い。（貴族、使用人、定家の友人）

2013年
- AKB0048 next stage（兵士A）
- 俺の彼女と幼なじみが修羅場すぎる（男子生徒C）
- 義風堂々!! 兼続と慶次（手下）
- きんいろモザイク（生徒A、教師B）
- ゴールデンタイム（先輩男子A）
- ジュエルペット ハッピネス（生徒）
- 翠星のガルガンティア（ピニオンの仲間）
- D.C.III 〜ダ・カーポIII〜
- たまゆら〜もあぐれっしぶ〜
- 波打際のむろみさん（セミ、テレビの司会、川端 兄、古代シーラカンス、殿 他）
- 八犬伝―東方八犬異聞―（貴敦）
- 変態王子と笑わない猫。（男子生徒B、先生A）
- 機巧少女は傷つかない（人形使いB）
- メガネブ!（相馬輝、生徒）
- リトルバスターズ!（生徒A、TASA職員） - 2シリーズ

2014年
- アカメが斬る!（教主）
- アルドノア・ゼロ（2014年 - 2015年、ロシア基地オペレーター、カタフラクトパイロット、ハービンジャーリーダー、連合軍オペレーター） - 2シリーズ
- ウィッチクラフトワークス（生徒）
- 怪盗ジョーカー（2014年 - 2016年、警官B、スタッフB、客A、警備員A、男性 他） - 4シリーズ
- ディーふらぐ!（藤崎、天神）
- テイルズ オブ ゼスティリア 〜導師の夜明け〜（マイセン）
- ドラゴンコレクション（2014年 - 2015年、オヤジ、船員B、アイスカーメン、島民A、スプリガンC 他）
- ノーゲーム・ノーライフ（民衆）

2015年
- アイドルマスター シンデレラガールズ（警察官B、男子、ディレクター、アシスタント、カメラマン 他） - 2シリーズ
- がっこうぐらし!（男子生徒）
- Classroom☆Crisis（武藤記者、護衛）
- 四月は君の嘘（観客）
- 純情ロマンチカ3（店員A）
- 探偵歌劇 ミルキィホームズ TD（ガノターラ国王子）
- デュエル・マスターズ シリーズ（2015年 - 2022年、タイム・ストップン、ウラNICE、コーディネイ人、マグ・カジロ 他） - 6シリーズ
- VENUS PROJECT -CLIMAX-（実況）
- モンスター娘のいる日常（警官、MC男、魚屋）
- 夜ノヤッターマン（デコピンメカ、ヤッター兵A、ワン）

2016年
- ALL OUT!!（堀川謙弥）
- テイルズ オブ ゼスティリア ザ クロス（マイセン）
- ナースウィッチ小麦ちゃんR（浩二、後藤さん、スタッフ、スイーツ屋）

2017年
- 恋愛暴君（強盗）
- マーベル フューチャー・アベンジャーズ（2017年 - 2018年、MC、ヒドラ兵A、社員、モジュール、チンピラB 他） - 2シリーズ

2018年
- 七つの美徳（メシア候補）
- ぐらんぶる（ティンカーベル部員A）
- 進撃の巨人（隊員）
- 閃乱カグラ SHINOVI MASTER -東京妖魔篇-（警備員、大五郎〈忍犬〉、雪不帰の父）
- 青春ブタ野郎はバニーガール先輩の夢を見ない（MC）
- ジョジョの奇妙な冒険 黄金の風（不良仲間2）

2019年
- エガオノダイカ（辺境伯D、イアン、兵士A、王国通信兵、養父 他）
- レイトン ミステリー探偵社 〜カトリーのナゾトキファイル〜（スタッフ）
- なんでここに先生が!?（男子生徒、車掌アナウンス、客）
- 爆丸バトルプラネット（2019年 - 2020年、ルピセオン、研究員、部下B、管理長）

2020年
- ぼくのとなりに暗黒破壊神がいます。（バンドマン）
- GO!GO!アトム
- 無能なナナ（担任教師）
- くまクマ熊ベアー（2020年 - 2023年、門番、グラン、警備兵、商業ギルド職員、テモカ） - 2シリーズ

2021年
- プレイタの傷（嵐柴エイジ）
- はたらく細胞BLACK（脳細胞〈オペレーター〉、毛母細胞、赤血球）
- オッドタクシー（ウェイター）
- カードファイト!! ヴァンガード overDress（僧侶）
- 出会って5秒でバトル（運転手）
- のりものまん モービルランドのカークン（チャラボー）
- 86-エイティシックス-（ゲレオン・リーツ）
- 最果てのパラディン（2021年 - 2022年、村人、騎士、冒険者）

2022年
- シャインポスト（ファン、客、観客）
- ヒューマンバグ大学 -不死学部不幸学科-（医務官、警察署長、コック、警官C、ホセの手下 他）
- ぼっち・ざ・ろっく!（海の家の店員）

2023年
- 氷属性男子とクールな同僚女子（社員、観光客男性、店員、男性の声、取引先社員B 他）
- 解雇された暗黒兵士（30代）のスローなセカンドライフ（シカ、兵士B、村人A・B、冒険者B、鍛冶師A 他）
- 機動戦士ガンダム 水星の魔女（輸送船オペレーター）
- おかしな転生（アナウンサー、盗賊5、村人B、部下2、従者 他）
- AIの遺電子（詐欺師B）
- SYNDUALITY Noir
- ラグナクリムゾン（狩竜人たち）
- 七つの大罪 黙示録の四騎士（妖精）
- Paradox Live THE ANIMATION（不良）
- シャングリラ・フロンティア（2023年 - 2024年、ブランチ、妄執の樹魔〈ルーザーズ・ウッズ〉、歌う瘴骨魔）

2024年
- 魔女と野獣（シュルク）
- 変人のサラダボウル（竹本幸司）
- 杖と剣のウィストリア（生徒、マイク・マイウス、ドワーフ）
- 最凶の支援職【話術士】である俺は世界最強クランを従える（オスカー）
- 多数欠（所員）

2025年
- 白豚貴族ですが前世の記憶が生えたのでひよこな弟育てます（料理長）
- CITY THE ANIMATION（山伏風穴、「KARATEnoMA」番人、黒金大和）

### 劇場アニメ
- アジール・セッション（2009年、オサム[27]）
- 銀幕ヘタリア Axis Powers Paint it, White（白くぬれ!）（2010年、プロイセン、エストニア、ギリシャ）
- 劇場版 テニスの王子様 英国式庭球城決戦!（2011年）
- 同級生（2016年、谷）
- Midnight Crazy Trail（2018年、オペレーター）

### OVA
- テニスの王子様 OVA ANOTHER STORY 〜過去と未来のメッセージ（2009年、男子生徒）
- 波打際のむろみさん（2013年、川端兄） - コミックス第9巻DVD付特装版
- 新テニスの王子様 OVA vs Genius10（2014年、三津谷あくと[28]）
- 翠星のガルガンティア 〜めぐる航路、遥か〜 前編（2014年、ピニオンの仲間）

### Webアニメ
- ヘタリアシリーズ（2009年 - 2021年、エストニア、ギリシャ、プロイセン[29]、ナレーション 他） - 7シリーズ
- BROTHERHOOD FINAL FANTASY XV（2016年、犬と散歩する人、執事、高官、護衛）
- ホイッスル!（ボイスリメイク版）（2016年 - 2017年、本間泰明）
- ナンバカ（2017年、六力大仙）
- 爆丸アーマードアライアンス（2020年 - 2021年、ルピセオン）
- 爆丸ジオガンライジング（2021年、ルピセオン）
- スプリガン（2022年、アーカムレンジャー、久野）

### ゲーム
2009年
- ヒャッコ よろずや事件簿!（京極柳）
- ボイスノベル〜追憶の向こう側（坂巻行人）

2011年
- 学園ヘタリア Portable（ギリシャ、プロイセン）
- Starry☆Sky 〜After Summer〜（鳴海京佑）
- 遊☆戯☆王ファイブディーズ タッグフォース6（林吉蔵）

2012年
- 学園ヘタリア DS（ギリシャ、プロイセン）
- テイルズ オブ エクシリア2（マルコ）

2014年
- 限界凸記 モエロクロニクル（イオ）

2015年
- グランキングダム（ヴァイス）
- ザクセスヘブン（ルファエル）
- テイルズ オブ ゼスティリア（マイセン、アミシスト、ワーデル）

2016年
- テイルズ オブ ベルセリア
- トリックスター 〜召喚士になりたい〜（カイト）
- 薔薇に隠されしヴェリテ（アルトワ伯爵）
- 白猫プロジェクト（ヴィクトール・フォントネル）

2018年
- 天涯ニ舞ウ、粋ナ花（仰木次郎）
- グランドチェイス（テベス）
- デスティニーチャイルド（トリスタン）
- 逆転オセロニア（オー）
- セブンナイツ（李白）

2019年
- ステップライド（香月橙也）

2020年
- キングスレイド（キベラ）
- グランブルーファンタジー
- Marvel's Avengers（クリント・バートン / 初代ホークアイ） - DLC追加キャラクター
- AnotherPrince 〜失われた物語〜（ローレライ）
- 聖闘士星矢 ライジングコスモ（聖域の勇士）

2021年
- ウマ娘 プリティーダービー
- Paradigm Paradox（栖原カムイ）
- テイルズ オブ アライズ

2022年
- レゴ スター・ウォーズ：スカイウォーカー・サーガ
- Dreamin'Her -僕は、彼女の夢を見る。-（七瀬俊之）

2023年
- BLUE PROTOCOL

2024年
- ファイナルファンタジーVII リバース
- モンスターストライク（ルーザーズ・ウッズ）

### ドラマCD
- Axis powers ヘタリア ドラマCD インターバルVol.1「俺様CD」（2009年、プロイセン）
- ドラマCD ヘタリア×羊でおやすみシリーズ Vol.2 健康第一!（2010年、プロイセン）
- 笑って!外村さん（2012年、三雲[45]）
- あなたの人生肯定CD 〜Yes,you are right.〜 vol.3「わらえ!30才」（2014年）
- THE IDOLM@STER CINDERELLA GIRLS ANIMATION PROJECT 03 - 07（2015年、ディレクター）
- ケンカップル〜reversible relation〜（2018年、宮東之[46]）
- PROJECT SCARD カズマ・ヤマト編 （2020年、嵐柴エイジ[47]）
- 悪役令嬢ですが攻略対象の様子が異常すぎる（2023年、職員）

### デジタルコミック
- カワイスギクライシス（2021年、アマト・ロイ）
- 鍋に弾丸を受けながら（2022年、ピエロ[48]）
- 私と薬師様の旅（2022年、緋獏蔵洟心[49]）
- SAKAMOTO DAYS（2022年、陸無糖[50]）

### 吹き替え

#### 映画
- 陰謀の代償 N.Y.コンフィデンシャル（エヴァン）
- かみさまへの手紙（ベン・ドハティ）
- 呪怨館（エヴァン）
- スローターハウス・ルールズ（ハーグリーヴス〈マックス・ラファエル〉[51]）
- 白鯨 冒険者たち/因縁の対決（ピップ）
- フェリックスの不思議な冒険（フェリックス）
- LIVE!（パブロ・ロドリゲス）

#### アニメ
- エリアス ちいさなレスキューせん（シーナス）

### ラジオ
※はインターネット配信。
- 転寝日和SP（2011年-2012年、ニコニコ生放送※）
- 8P Radio 〜新世界への道〜（2018年、アニメイトタイムズ※）[52]

### テレビ番組
※はインターネット配信。
- ねころび男子（2015年 - 、ニコニコ生放送※）
- 8P channel 第1 - 3シーズン（2016年 - 2018年、アニメイトチャンネル※）
- 8P channel 第4 - 15シーズン（2018年 - 、Rakuten TV※）

### 舞台
- 劇団THE NEXT旗揚げ公演「燃ゆる暗闇にて」（2012年3月23日 ‐ 25日、ウエストエンドスタジオ）
- ことだま屋本舗☆リーディング部その6（2013年1月26日、千代田区立内幸町ホール）
- 劇団たいしゅう小説家 Present's「名主畑リーサとイザナギ君」（2014年5月2日 - 6日、萬劇場）

### 朗読劇
※はインターネット配信。
- 朗読劇LOVE×LETTERS（2018年12月15日 - 16日、TEMPORARY CONTEMPORARY）
- KIRAKIRA VOICE LAND〈MORGUE×CHRONICLE〉「Spiral 艶やかに回転する夜―」（2019年7月13日 - 14日、浜離宮朝日ホール）
- ぽわわわわん よんこめ 「おつかいリスト たまご、牛乳、短編8こ」（2019年7月13日 - 14日、（2019年11月15日 - 17日、調布市せんがわ劇場）
- ほし×こえ-星に見る夢- 〜宇宙劇場まつり特別公演〜」【さいたま公演】（2020年1月19日、さいたま市宇宙劇場　3Fプラネタリウムホール）
- 「玉の梓の弓引かば」（2020年2月7日 - 2月8日、すみだトリフォニーホール）
- Story Teller（Terror）「朗読・怪談 〜嫌〜」（2020年8月15日、RakutenTV※）
- 朗読劇LOVE×LETTERS 10th SEASON＋ENCORE LIVE（2020年8月29日 - 30日、LAPIN ET HALOT※）
- ステップライド Reading 7-nights 第三夜（2020年10月18日、ステップライド※、香月橙也）
- プレイタの傷 〜リーディングイベント〜（2020年10月24日 - 25日、DMM.com※、嵐柴エイジ）

### ナレーション
- 東京コミコン2018 CMナレーション
- 週活!TOMORROW_✕_TOGETHER」番組ナレーション
- お願い!ランキング」AbemaTV版番組ナレーション
- ハウス食品 バーモントカップ CMナレーション
- パナソニック扇風機 RINTO CMナレーション
- 日産エクストレイル CMナレーション
- 渋谷フクラス CMナレーション
- FC町田ゼルビアをつくろう〜ゼルつく〜（2020年、ナレーション） - #17、#18、#20

### その他コンテンツ
※はインターネット配信。
- きくドラ ラジオドラマで聴く、名作文学
  - フリードリヒ・フォン・シラー「群盗 - Die Räuber - 」（2019年 Youtubeほかで配信※、フランツ）
  - シャルル・ルイ・フィリップ「アリス」（2019年 Youtubeほかで配信※、父）

## ディスコグラフィ

### キャラクターソング
| 発売日        | 商品名                                           | 歌 | 楽曲                                                          | 備考                                           |
| ------------- | ------------------------------------------------ | --- | ------------------------------------------------------------- | ---------------------------------------------- |
| 2012年9月26日 | ヘタリア DIGITAL SINGLE THE BEST ぷらす α        | ラトビア（たなかこころ）、リトアニア（武内健）、エストニア（髙坂篤志） with ロシア（高戸靖広） | 「平和っていいな...」                                         | Webアニメ『ヘタリア Axis powers』関連曲        |
| 2012年9月26日 | ヘタリア DIGITAL SINGLE THE BEST ぷらす α        | フランス（小野坂昌也）、スペイン（井上剛）、プロイセン（髙坂篤志） | 「ほとばしれ情熱」                                            | Webアニメ『ヘタリア Axis powers』関連曲        |
| 2015年7月8日  | ヘタリア The World Twinkle キャラクターCD Vol.2  | プロイセン（髙坂篤志） | 「アア伝説級☆俺様街道」                                       | Webアニメ『ヘタリア The World Twinkle』関連曲  |
| 2015年10月7日 | ヘタリア The World Twinkle キャラクターCD Vol.6  | エストニア（髙坂篤志） | 「僕、いかがですか？」                                        | Webアニメ『ヘタリア The World Twinkle』関連曲  |
| 2016年8月31日 | THE BEST OF U-17 PLAYERS ⅩⅢ Akuto Mitsuya        | 三津谷あくと（髙坂篤志） | 「思い出のうた」 「思い出のうた-Remix-」                      | OVA『新テニスの王子様』関連曲                  |
| 2019年6月26日 | アニマルズ・パレード                             | キツネ（畠中祐）、フクロウ（野上翔）、タヌキ（八代拓）、ライオン（榎木淳弥）、ネズミ（ランズベリー・アーサー）、ヒツジ（髙坂篤志）、ウサギ（益山武明）、シロクマ（千葉翔也）                         | 「アニマルズ・パレード」                                      | 朗読ドラマ『ぼくらのアニマル村』関連曲         |
| 2020年9月30日 | PROJECT SCARD キャラクターソング エイジ&カガミ編 | 嵐柴エイジ（髙坂篤志）、茶木縞カガミ（榎木淳弥） | 「運命を討つ約束を」                                          | 『PROJECT SCARD』関連曲                        |
| 2020年9月30日 | PROJECT SCARD キャラクターソング エイジ&カガミ編 | 嵐柴エイジ（髙坂篤志） | 「運命を討つ約束を」                                          | 『PROJECT SCARD』関連曲                        |
| 2021年2月24日 | プレイタの傷                                     | 甲斐ヤマト（ランズベリー・アーサー）、嵐柴カズマ（千葉翔也）、茶木縞カガミ（榎木淳弥）、鷲峰ラン（益山武明）、烏末ジン（野上翔）、龍眞コウガ（八代拓）、虎尊イツキ（畠中祐）、嵐柴エイジ（髙坂篤志） | 「プレイタの傷」                                              | テレビアニメ『プレイタの傷』オープニングテーマ |
| 2021年2月24日 | プレイタの傷                                     | 甲斐ヤマト（ランズベリー・アーサー）、嵐柴カズマ（千葉翔也）、茶木縞カガミ（榎木淳弥）、鷲峰ラン（益山武明）、烏末ジン（野上翔）、龍眞コウガ（八代拓）、虎尊イツキ（畠中祐）、嵐柴エイジ（髙坂篤志） | 「プレイタの傷 (yuzen remix)」 「プレイタの傷 (KTG remix)」   | テレビアニメ『プレイタの傷』関連曲             |
| 2021年4月28日 | BUSTLING SHOW                                    | 甲斐ヤマト（ランズベリー・アーサー）、嵐柴カズマ（千葉翔也）、茶木縞カガミ（榎木淳弥）、鷲峰ラン（益山武明）、烏末ジン（野上翔）、龍眞コウガ（八代拓）、虎尊イツキ（畠中祐）、嵐柴エイジ（髙坂篤志） | 「BUSTLING SHOW」                                             | テレビアニメ『プレイタの傷』エンディングテーマ |
| 2021年4月28日 | BUSTLING SHOW                                    | 甲斐ヤマト（ランズベリー・アーサー）、嵐柴カズマ（千葉翔也）、茶木縞カガミ（榎木淳弥）、鷲峰ラン（益山武明）、烏末ジン（野上翔）、龍眞コウガ（八代拓）、虎尊イツキ（畠中祐）、嵐柴エイジ（髙坂篤志） | 「BUSTLING SHOW (yuzen remix)」 「BUSTLING SHOW (KTG remix)」 | テレビアニメ『プレイタの傷』関連曲             |

### その他参加楽曲
| 発売日        | 商品名                          | 歌                                   | 楽曲                                                             | 備考                               |
| ------------- | ------------------------------- | ------------------------------------ | ---------------------------------------------------------------- | ---------------------------------- |
| 2017年5月10日 | 「8P channel 2」OP&ED CD        | 8P                                   | 「Jumping Smlile」                                               | 『8P channel 2』オープニングテーマ |
| 2017年5月10日 | 「8P channel 2」OP&ED CD        | 8P                                   | 「FULL VOLUME!!」                                                | 『8P channel 2』エンディングテーマ |
| 2017年6月7日  | 「8P」ユニットソングCD Vol.3    | ランズベリー・アーサー、髙坂篤志     | 「fate 〜危険な香り〜」                                          | 『8P channel』関連曲               |
| 2017年6月7日  | 「8P」ユニットソングCD Vol.3    | 髙坂篤志                             | 「銀河の海を渡って」                                             | 『8P channel』関連曲               |
| 2018年11月7日 | CV                              | 野上翔、髙坂篤志、益山武明、千葉翔也 | 「MYSTIC SECRET」                                                | 『8P channel』関連曲               |
| 2018年11月7日 | CV                              | 野上翔、髙坂篤志                     | 「月の下で電話して」                                             | 『8P channel』関連曲               |
| 2019年8月23日 | Happy Glitter                   | 髙坂篤志                             | 「Third time pays for all」                                      | 『8P channel』関連曲               |
| 2019年8月23日 | Happy Glitter                   | 8P                                   | 「Happy Glitter」                                                | 『8P channel』関連曲               |
| 2020年6月24日 | 8P ユニットソングドラマCD Vol.2 | 畠中祐、髙坂篤志                     | 「トワイライト、フィロソフィ」                                   | 『8P channel』関連曲               |
| 2021年6月30日 | CV:2                            | klinger                              | 「白羽根のKrieger」                                              | 『8P channel』関連曲               |
| 2021年6月30日 | CV:2                            | 8P                                   | 「Clover's Xmas」                                                | 『8P channel』関連曲               |
| 2021年6月30日 | CV:2                            | 髙坂篤志、益山武明                   | 「桜の旋律」                                                     | 『8P channel』関連曲               |
| 2021年7月28日 | Course of my fate               | 8P                                   | 「Course of my fate」 「終わらないBlooming」 「FROM THIS PLACE」 | ゲーム『Paradigm Paradox』主題歌   |

### シリーズ一覧
1. ↑  第1期（2008年）、第2期『Guilty』（2008年）
2. ↑  第2期『続 夏目友人帳』（2009年）、第3期『参』（2011年）、第6期『陸』（2017年）、第7期『漆』（2024年）
3. ↑  第1期（2013年）、第2期『〜Refrain〜』（2013年）
4. ↑  第1クール（2014年）、第2クール（2015年）
5. ↑  シーズン1（2014年）、シーズン2（2015年）、シーズン3（2016年）、シーズン4（2016年）
6. ↑  1stシーズン（2015年）、2ndシーズン（2015年）
7. ↑  【デュエル・マスターズ VS】

第2期『VSR』（2015年 - 2016年）、第3期『VSRF』（2016年 - 2017年）

【デュエル・マスターズ（2017年版）】

第1期（2017年 - 2018年）、第2期『デュエル・マスターズ！』（2018年 - 2019年）、第3期『デュエル・マスターズ!!』（2019年 - 2020年）

【デュエル・マスターズ キング】

第3期『キングMAX』（2022年）
8. ↑  シーズン1（2017年 - 2018年）、シーズン2（2018年）
9. ↑  第1期（2020年）、第2期『ぱーんち！』（2023年）

### ユニットメンバー
1. 1 2 3 4  畠中祐、野上翔、八代拓、榎木淳弥、ランズベリー・アーサー、髙坂篤志、益山武明、千葉翔也
2. ↑  八代拓、ランズベリー・アーサー、髙坂篤志、千葉翔也